# Indian Wells (Califórnia)
Indian Wells é uma cidade localizada no estado americano da Califórnia, no condado de Riverside. Foi incorporada em 14 de julho de 1967.

## Geografia
De acordo com o United States Census Bureau, a cidade tem uma área de 37,8 km², onde 37,1 km² estão cobertos por terra e 0,7 km² por água.

### Localidades na vizinhança
O diagrama seguinte representa as localidades num raio de 16 km ao redor de Indian Wells.

## Demografia
Segundo o censo nacional de 2010, a sua população é de 4 958 habitantes e sua densidade populacional é de 133,68 hab/km². É a cidade menos populosa do condado de Riverside. Possui 5 137 residências, que resulta em uma densidade de 138,51 residências/km².